# Las Piedras, Uruguay

Las Piedras' läge (rödmarkerat) i departementet Canelones.

Las Piedras är den största staden i departementet Canelones i södra Uruguay. Den är belägen strax norr om Montevideo, landets huvudstad, och ingår i denna stads storstadsområde. Las Piedras är med sina 69 222 invånare år 2004 Uruguays fjärde största stad. 